# Karangmulya (Telukjambe Barat)
Karangmulya is een bestuurslaag in het regentschap Karawang van de provincie West-Java, Indonesië. Karangmulya telt 6213 inwoners (volkstelling 2010).